# Sotön fesztivál

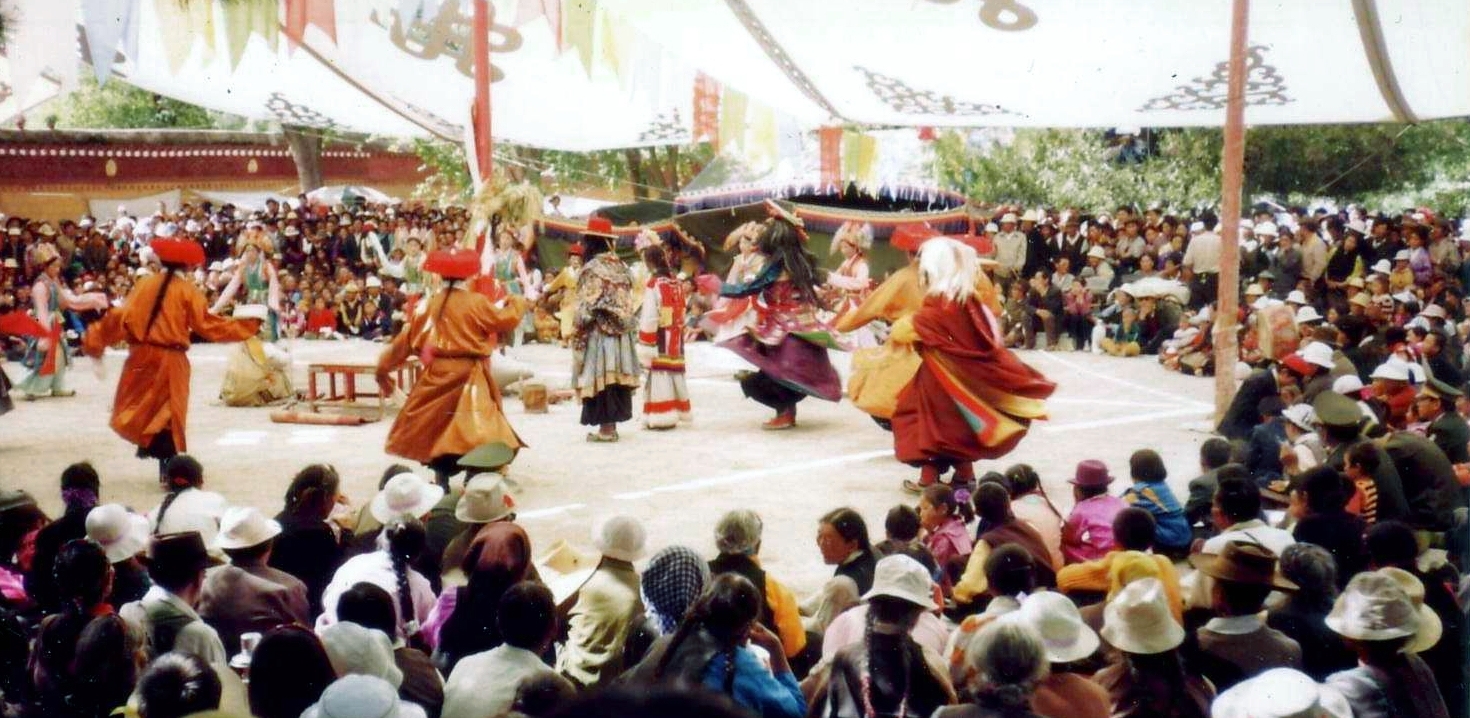
Tánc a sotön fesztiválon, Norbulingka, 1993

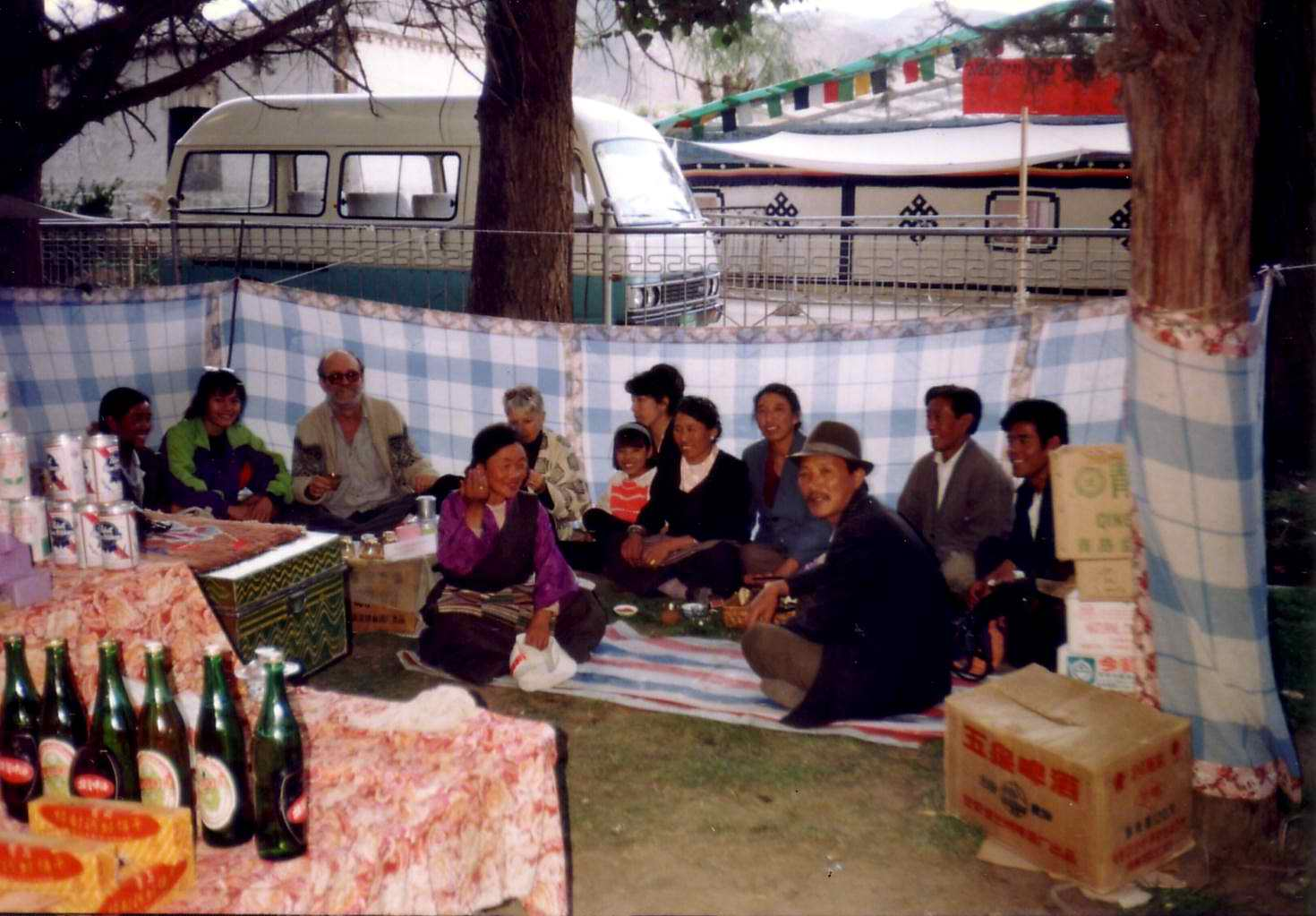
Sotön fesztivál, Norbulingka, 1993

A sotön fesztivál (tibeti: ༄༅། ཞོ་སྟོན།; kínai: 雪顿节, pinjin: hszüetun csie), vagy más néven joghurt fesztivál egy évente megrendezésre kerülő fesztivál a lhászai Norbulingka területén, az „Ékszer parkban”.
A fesztivált nyáron rendezik, a tibeti holdnaptár ötödik hónapjának 15. napjától a 24. napjáig - általában augusztus közepén. Az időszak a szerzetesek (bhikkhu) egy hónapos elvonulása után van, akik a nyár elől elvonulnak, hogy elkerüljék az évszakban megsokasodó bogarak véletlen elpusztítását.
A fesztivál a 16. századból származik, amikor a világi emberek bankettet tartottak a szerzetesek számára, amely során joghurtot is szervíroztak. Később nyári operák alkalmával és egyéb színházi előadások mellett kerültek az események közé. Az operák egész nap zajlottak zajos cintányérok, harangok és dobok zaja mellett. A táncosok régebben Tibet egész területéről érkeztek, ma már csak az állami támogatású lhászai énekes és táncos csoport vesz részt.
A színes vásznakkal díszített Norbulingka parkot ellepik az ünneplők és éjszaka máglyát égetnek. A családtagok meglátogatják egymást és lakomát tartanak.
A sotön fesztivált 2009-ben az UNESCO világörökségnek nyilvánította.